# Parroquia Urdaneta
La Parroquia Urdaneta es un distrito de Guayaquil y una parroquia urbana del cantón de Guayaquil en la provincia ecuatoriana de Guayas. La superficie es de alrededor de 137 hectáreas. La población en 2010 era de 22.680 habitantes.

## Historia
La parroquia urbana Urdaneta lleva el nombre de Luis Urdaneta, militar venezolano que participó en varias campañas de las guerras de independencia hispanoamericanas.En su honor, una calle y la parroquia guayaquileña llevan su nombre. Guayaquil, ha experimentado un notable desarrollo a lo largo de los años, transformándose de un sector con viviendas de caña y calles de tierra en una comunidad con edificios de concreto y calles pavimentadas. Esta transformación fue posible gracias al esfuerzo y la unidad de sus vecinos, quienes trabajaron juntos para mejorar las condiciones de vida en el área. El barrio Garay, fundado en la segunda década del siglo XX, es un referente clave dentro de la parroquia, conocido por ser el hogar de destacados artistas como Simón Carrillo, Manuel Velasteguí, y Alberto Cadena, entre otros.

## Límites
La parroquia Urdaneta está delimitada al norte por la Av. Nueve de Octubre y el margen derecho del estero Salado; al sur, por la calle Carlos Gómez Rendón; al este, por Lizardo García; y al oeste, por la calle 11 o Federico Goding y una parte del nacimiento urbano de la península que existe en ese lugar del estero Salado. Estos límites definen un sector de la ciudad que ha sido testigo de un significativo crecimiento y modernización.

## Población
La parroquia Urdaneta es un sector urbano dinámico, con una población diversa que ha contribuido al desarrollo económico y social de Guayaquil. La unidad de los residentes ha sido fundamental para la realización de obras de infraestructura, como la instalación de agua potable, alcantarillado y electricidad, mejorando la calidad de vida de quienes viven en la parroquia.

## Electores
El número de electores en el área urbana de Guayaquil ha disminuido, según los registros del CNE. La parroquia urbana Urdaneta ha perdido votantes entre 2017 y 2023. En 2017, la parroquia contaba con 32.713 electores, pero para 2023, ese número se redujo a 27.476, lo que representa una disminución del 16,0%.

## Lugares de interés

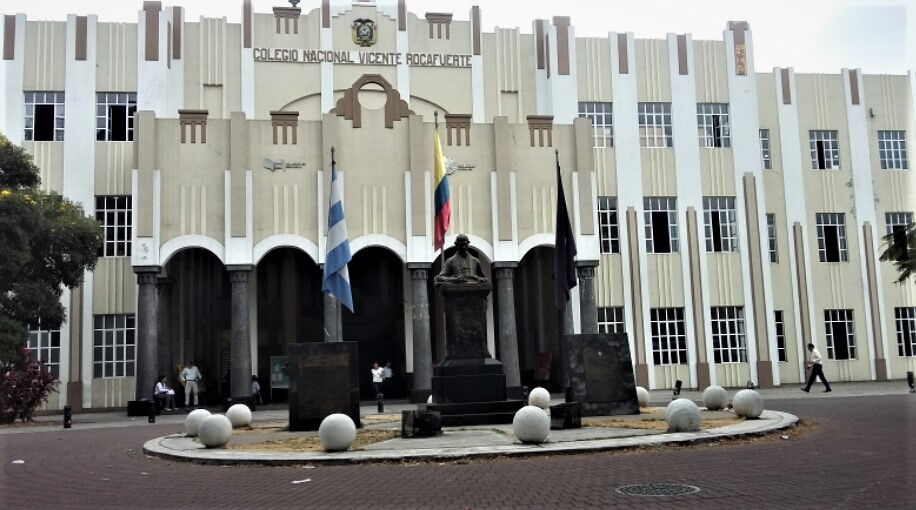
Colegio Nacional Vicente Rocafuerte

La Parroquia Urdaneta de Guayaquil es conocida por albergar al tradicional Barrio Garay y cuenta con varios lugares de interés como el Tenis Club, se destaca el colegio nacional Vicente Rocafuerte, uno de los íconos educativos más importantes de Guayaquil. Este colegio ha formado a varias personalidades influyentes en la historia de Ecuador, incluyendo nueve expresidentes de la República, y alumnos notables como Lizardo García, Juan de Dios Martínez Mera, Víctor Emilio Estrada, Alfredo Baquerizo Moreno, y Jaime Roldós Aguilera. Además, el Mercado Municipal del Oeste, el Malecón del Salado, y el Centro de Salud No. 13, entre otros. El estero Salado ha jugado un papel importante en el desarrollo de la parroquia, siendo en su momento un lugar clave para la pesca, aunque con el tiempo, la contaminación ha afectado significativamente este recurso natural.